# 大岡山 (島根県)
大岡山（おおおかやま）は島根県鹿足郡吉賀町にある標高896.9mの山である。
この山は、吉賀界隈の山村の伝承を集めた江戸期の歴史書『吉賀記』にも出てくる八久呂鹿伝説の舞台となった山であり、そこに書かれている伝説の伝えるところでは、古代、九州方面より来た八畔鹿という怪鹿が、この山の中腹にある金五郎岩に隠れ篭ったものの、その八畔鹿を追ってきた江熊太郎が弓で射止め、これを打ちとったと言われている。現在では、山麓の七日市に鎮座する奇鹿神社が、この八鹿伝説に関係する神社として、その伝説を今に伝えている。 

## 脚註
1. ↑  ウォッちず（山口→津和野→六日市）　（国土地理院 2013年4月16日閲覧）
2. 1 2 3   大岡山　（ヤマケイオンライン　2013年4月18日閲覧）